# Tecnologías rotas

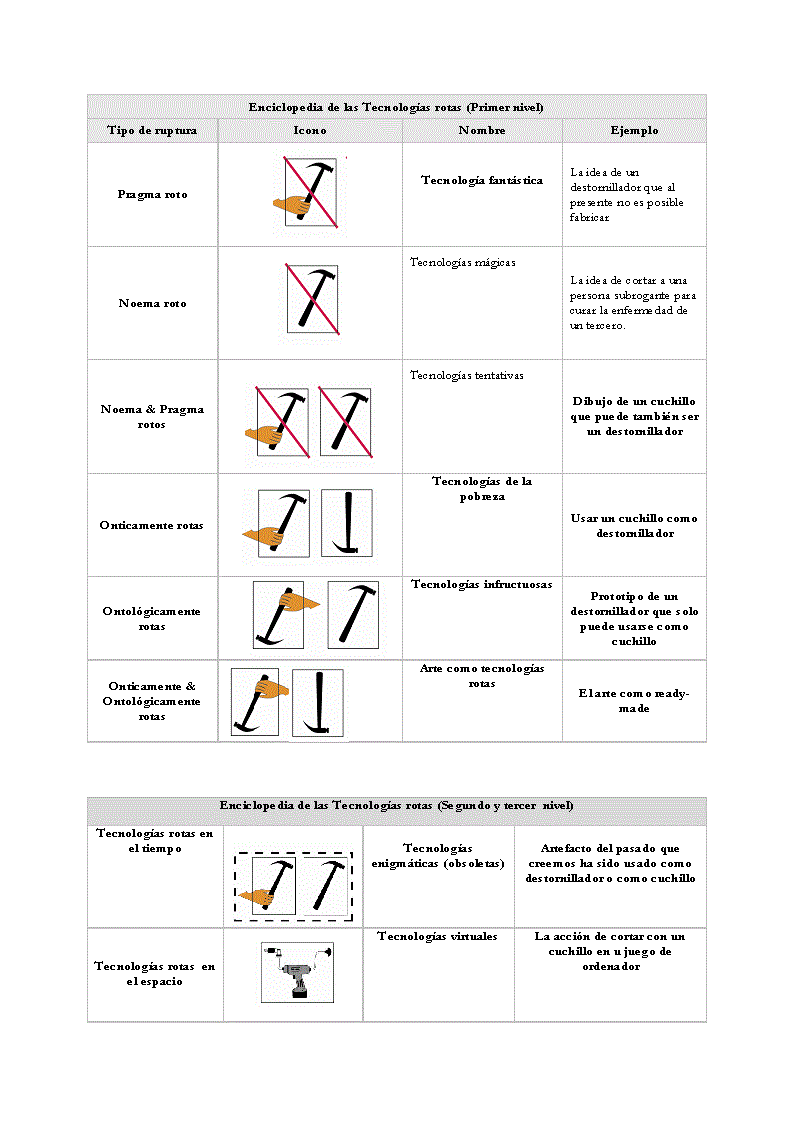
Niveles de rotura en las tecnologías

Tecnologías rotas (o Broken Technologies) es un concepto que sirve para designar aquellas tecnologías que por distintos motivos dejan de utilizarse y son sustituidas por nuevas herramientas, invenciones y formas aplicadas por los usuarios en el ámbito de las relaciones e interacciones de los individuos con las diversas tecnologías.
Este término fue acuñado por primera vez por el filósofo e historiador de las ciencias humanas de la Universidad de Lund Fernando Flores Morador en su obra Enciclopedia de las tecnologías rotas: el humanista como ingeniero, donde define la tecnología como:

"Aquella actividad dirigida a la satisfacción de los deseos humanos destinados a producir cambios en el mundo material que: o bien no logran satisfacer esos deseos o bien, no producen cambios en el mundo material, o ambas cosas simultáneamente [...]. Cuando las máquinas y herramientas producen un resultado de nivel inferior al del cuerpo humano, o cuando lo hacen de una manera superior, pero inferior al nivel de otras herramientas o máquinas, decimos que son tecnologías rotas. Podemos usar este criterio para definir operacionalmente lo que distingue a una tecnología plena de una rota." (Flores: 2011: 16).

## Origen del término
En su obra, el desarrollo del concepto de tecnología es recuperado de la propuesta teórica que Svante Lindqvist realiza en su estudio Technology on Trial. The Introduction of Steam Power Technology into Sweden. El concepto de tecnologías en este sentido engloba máquinas, lenguajes, herramientas y diversidad de recursos que el hombre utililiza para satisfacer sus deseos y producir cambios en el mundo material, por lo que el término no queda reducido a la satisfacción de las necesidades esenciales del ser humano. 
Un primer enfoque que permite definir el término de tecnología y su distribución en rota o plena se establece desde el concepto de usabilidad, en relación con las propiedades que determinan su interacción con el usuario. Los principales objetivos de la ingeniería de la usabilidad pretenden producir un artefacto que cumpla tres grandes objetivos: el artilugio debe de ser eficiente, en tanto que permita realizar una tarea en el menor tiempo posible; debe de ser fácil de aprender a usar, de manera que el proceso de aprendizaje se reduce a observar el artilugio; y que, al ser utilizado, este debe de producir una satisfacción superior. De esta manera, la usabilidad se mide en términos de accesibilidad (lo fácil que les resulta a los usuarios utilizar el artefacto por primera vez); Eficiencia (la rapidez con la que pueden desarrollar las tareas básicas); Retención (cuánto tiempo tardan los usuarios en volver a utilizar el artilugio tras una interrupción temporal de actividad); Propensión al error (cuántos y cómo de graves son los errores que se derivan de su utilización); Satisfacción (cuán cómoda es su utilización). 
Con base en lo anterior, si existen dos tecnologías destinadas a satisfacer una misma necesidad y se utilizan en la misma tarea, la tecnología plena será aquella que logre cumplir la labor de mejor manera, mientras que el resto serán consideradas como tecnologías rotas. El mercado es el que de manera instantánea determinará los niveles de plenitud y ruptura de las tecnologías, ya que es donde se produce la conexión entre el mundo y el artefacto. En este sentido, en el momento en que una tecnología envejece, antes o después se acabará convirtiendo en una tecnología rota.

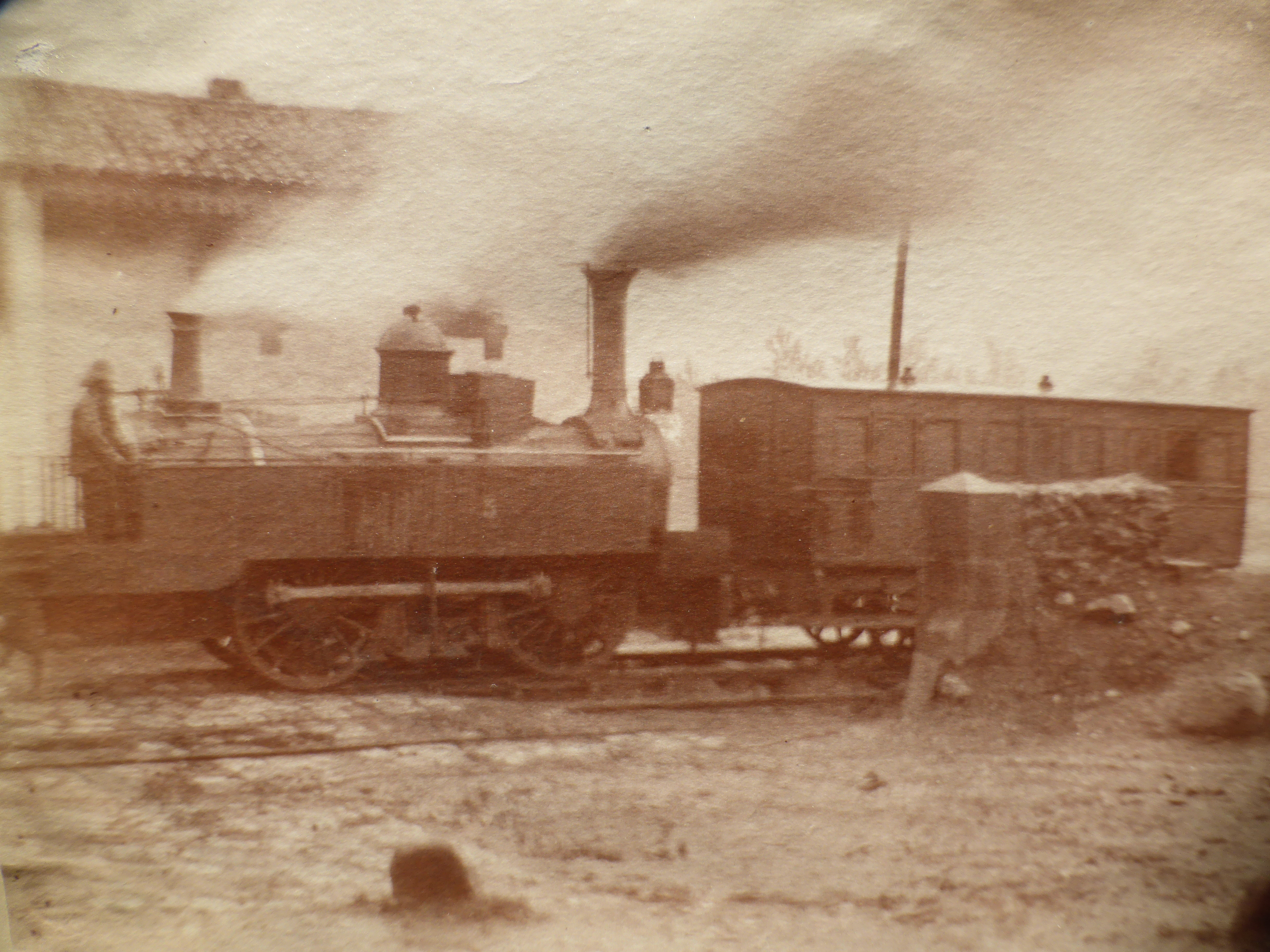
Locomotora de vapor. Ejemplo de una tecnología obsoleta rota en su temporalidad

Un ejemplo preliminar de tecnología rota se presenta en las tecnologías antiguas, como la locomotora de vapor, una tecnología que todavía puede funcionar y que actualmente se podría usar de la misma manera que se usó hace cien años. Sin embargo, se la considera “rota” dado que su antigüedad la convierte en un medio poco eficiente para lleva a cabo su trabajo, por lo que se puede decir que es una tecnología que pertenece a un mundo que hoy ya no existe. De este modo, las tecnologías antiguas se encuentran rotas en su temporalidad. 

## Dimensión del estudio
La coexistencia de tecnologías rotas y plenas en un determinado grupo humano establece un estado de interacción entre los sujetos y las herramientas que determina parte del nivel de modernidad de estas comunidades. Con tal de satisfacer sus necesidades, el ser humano emplea las herramientas de las que dispone, alterando la relación que se establece entre diversos elementos en el plano fenomenológico. En el estudio, se establecen cuatro dimensiones en las que pueden tener lugar las rupturas en las tecnologías, tal como explica Fernando Flores: 

“Podríamos decir que el noema es la “cosa” fenomenológica. Por pragma entendemos la usabilidad del noema, su “practicidad”. Óntico para nosotros es la esfera del saber, la esfera del conocimiento acerca de un artefacto, el “ser” del artefacto independientemente de su uso” [...]. Finalmente, entendemos como ontológico, las esferas de la acción o praxis” (Flores: 2011: 13)

Esto se puede resumir de la siguiente manera:
- Noema: es lo percibido como percibido, la cosa en sí. Una rotura noemática sería conocer el uso de algún recurso, pero no saber de qué manera funciona.

- Pragma: usabilidad del objeto o noema descubierto mediante la acción de utilizar la herramienta. Una rotura pragmática sería el hecho de describir una tecnología con precisión, pero no tener conocimientos de cómo construirla.

- Óntico: campo del conocimiento de y sobre el objeto antes y después de su uso. La rotura óntica es aquella en la que se utilizan los objetos ignorando su fin original, malinterpretando su finalidad.

- Ontológica: niveles en los que el objeto puede ser utilizado, en el terreno de la acción y la intencionalidad. Una rotura ontológica sería realizar cosas que no son congruentes ni encajan con el mundo de manera evidente.

## Niveles de ruptura en las tecnologías
En función de las características de las tecnologías y su usabilidad para el individuo, se establecen tres niveles de ruptura en las que afectan en mayor o menor medida a las dimensiones anteriores. Esta ruptura es más evidente en los distintos medios de comunicación y su interacción con la sociedad.
El investigador Flores distribuye las posibles rupturas en tres niveles distintos: 
- Primer nivel: rupturas de carácter cognoscitivo.

- Segundo nivel: rupturas de carácter espacio temporal.

- Tercer nivel: rupturas de carácter cultural.

### Primer nivel de ruptura de los medios de comunicación
Las tecnologías que formarían parte de este nivel serían aquellas que sufren rupturas causadas por la existencia de noemas sin pragmas relativos, o a la inversa, pragmas sin noemas relativos, objetos que pueden existir sin tener un uso real establecido, o bien necesidades que tratan de ser satisfechas pero para las que se no existe un objeto real o aún se encuentra en fase de prototipo.

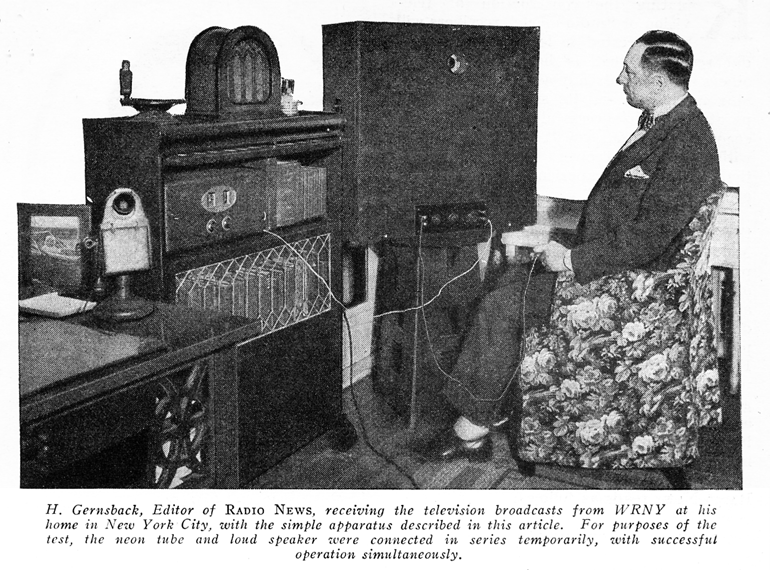
Prototipo de televisión ideado por Hugo Gernsback

En estos escenarios posibles oscilan las creaciones fantásticas, aquellas tecnologías artísticas y literarias referidas a realidades sin praxis posible, a la que pertenecen los noemas del género de ciencia ficción. Muchos productos de este conjunto desarrollan a lo largo del tiempo una dimensión pragmática y se convierten en tecnologías plenas. Un ejemplo de ello sería el prototipo de televisión imaginado por Hugo Gernsback. 
También puede ocurrir el caso inverso, de manera que exista una idea clara sobre algún procedimiento, pero no su pragma o su procedimiento práctico mediante el cual se logra la concreción de la idea en la realidad. Un ejemplo sería la idea de una máquina de teletransportación, como idea tecnológica clara pero que pertenece a la ficción. Este sería el caso de las tecnologías fantásticas, que se encuentran rotas en su pragma. Los pensadores “fantásticos” saben lo que quieren, pero no conocen la manera de gestionar sus deseos. La rotura noemática, pragmática, óntica y ontológica son las cuatro categorías que constituyen las tecnologías del primer nivel de rotura. 
El primer nivel de ruptura en las tecnologías se resume en la siguiente tabla:
| Tipo de ruptura      | Nombre                    | Ejemplo en comunicación                                                     |
| -------------------- | ------------------------- | --------------------------------------------------------------------------- |
| En su Pragma         | Tecnologías fantásticas   | Aparato de teletransportación                                               |
| En su Noema          | Tecnologías mágicas       | Uso de un dispositivo para comunicarse con personas del pasado o del futuro |
| En su Noema y Pragma | Tecnologías tentativas    | Prototipo de un teléfono que aún no existe                                  |
| Óntica               | Tecnologías de la pobreza | Uso en 2013 de un teléfono móvil de la década de 1990                       |
| Ontológica           | Tecnologías infructuosas  | Prototipo de un móvil que solo puede utilizarse como cámara de fotos        |
| Óntica y ontológica  | Arte como tecnología rota | Escultura monumental de un teléfono de los años 90 o el arte ready-made     |

De este primer nivel en el ámbito de la comunicación numerosos proyectos tecnológicos que formaron parte del grupo de las tecnologías fantásticas actualmente se han convertido en equipos especiales o aplicaciones reales. El ejemplo de Skype y otras tantas aplicaciones de vídeo chats lo reflejan, los cuales son programas gestados para satisfacer el deseo de poder ver y escuchar a un interlocutor a la misma vez cuando este se encuentra a distancia. En el ámbito de los mass media las tecnologías fantásticas se han ido materializando sucesivamente en programas, aplicaciones o equipos diseñados para hacerlas realidad. 
El siguiente nivel de las tecnologías mágicas comprende aquellas tecnologías que se definen por tener un pragma que no dispone de referente noemático o una base cognoscitiva, aquellas que satisfacen una necesidad pero que no se comprende cómo actúan. Un ejemplo de ello sería un dispositivo que permitiera al sujeto hablar con personas del pasado o del futuro, o la acción de aplicar curas a una persona sana con tal de sanar a una tercera persona enferma. Ambos son procedimientos mágicos que evidencian un proceso efectivo dirigido a producir los resultados esperados. Sin embargo, se tiene constancia de que dicho proceso no es coherente con las leyes del mundo. Se puede decir que la persona que lo lleva a cabo sabe la manera de hacerlo, pero no aquello que requiere, por lo que las tecnologías mágicas se encuentran rotas en su noema. Si bien es cierto que algunas de estas pueden ser catalogadas como una ensoñación, muchas de las tecnologías que en la actualidad son plenas fueron en su momento tecnologías fantásticas. 

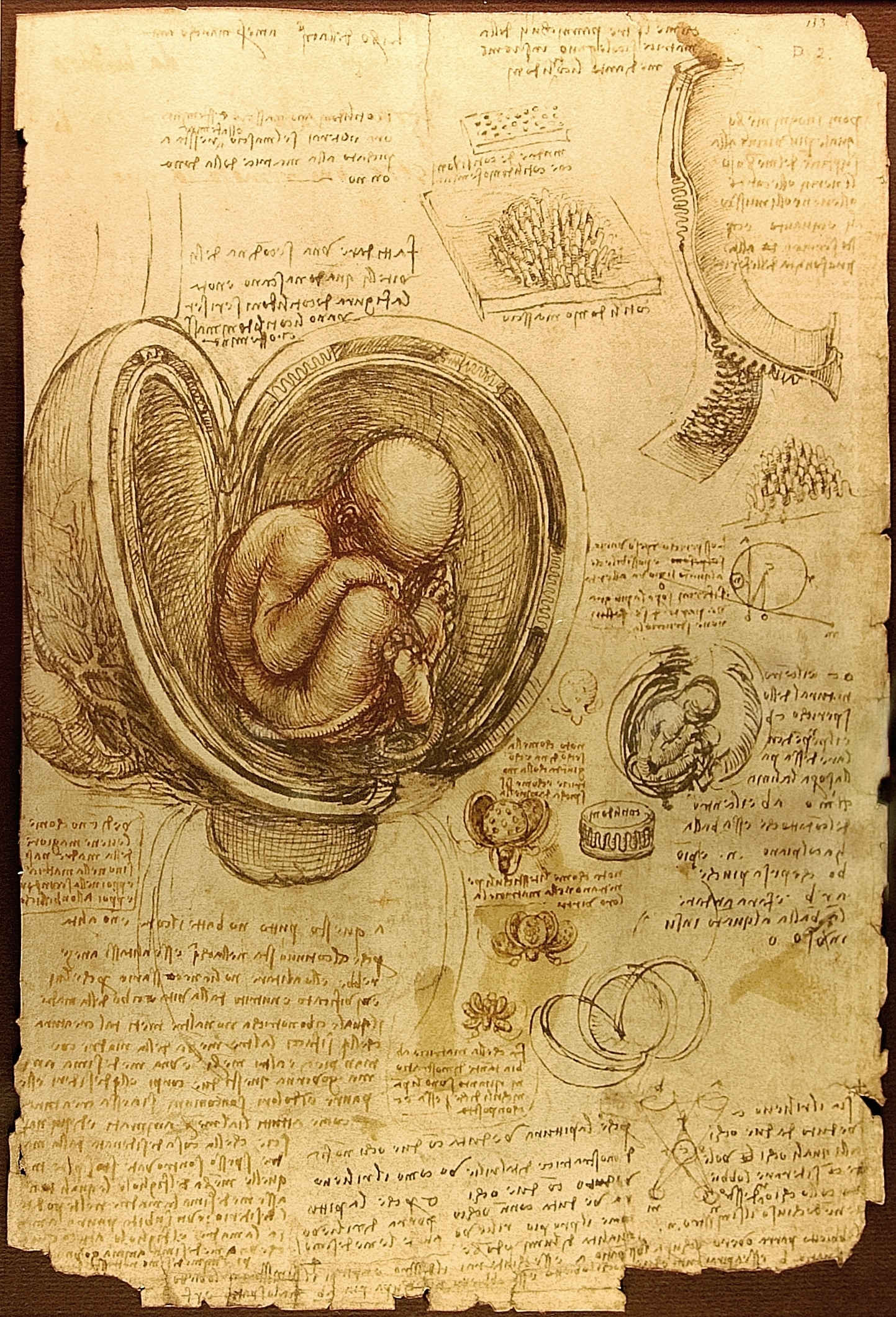
Ejemplo de uno de los cuadernos de bosquejos de Leonardo da Vinci

El tercer nivel es el de las tecnologías tentativas. En el proceso de producción de estas tecnologías se pospone el acoplamiento entre el pragma y el noema. Formarían parte de este grupo los dibujos y los esbozos, los cuales son las sombras del pragma y el noema final, entendidos como un proceso automático y primordial. Otro ejemplo serían los bosquejos o skítso en griego, que significa “hacer sin preparación”. Estos son dibujos realizados a mano alzada que no tratan de configurar la expresión acabada de un trabajo. Consisten en ideas que se piensan de manera inmediata, destinadas a ser usadas en otro momento. Los cuadernos de bosquejos de Leonardo da Vinci se han convertido en preciadas obras de arte. 
Otro nivel sería el de las tecnologías de la pobreza, un caso típico de tecnología rota que puede ser observable en la sociedad. Lo conforman aquellos artefactos que la población ha descartado al desecharlos a la basura, pero que tienen cabida en otros contextos de escasez de recursos, con tal de ser reprocesados en una nueva praxis mediante la cual se les redefine. Esto se refiere a las tecnologías de la escasez, y se encuentran ejemplos de ellas en el ámbito de los medios de comunicación en la reutilización de equipos de audio y de vídeo que al conjugarse se obtiene una doble existencia de producciones audiovisuales. Otro ejemplo de ello en tiempos anteriores fue el uso de pantallas de televisión conectadas a un teclado de ordenador para suplir la pantalla real de este, o el uso de teléfonos móviles por una pequeña parte de la población de estructura demasiado sencilla y anticuada para los tiempos en los que se vivía. 
El nivel de tecnologías infructuosas está formado por numerosas innovaciones tecnológicas que no consiguieron mantenerse en el mercado mediático. Un ejemplo muy representativo serían los saltos del sistema Beta al VHS y más tarde al CD, tempranamente reemplazado por otros sistemas de almacenamiento digital mucho más avanzados. En términos de mass media se puede hablar de tecnologías con un período de vida muy escaso y un elevado nivel de obsolescencia. 
Por último, el nivel de las tecnologías artísticas estaría compuesto por numerosas expresiones artísticas conocidas que parten de la base de los propios equipos de la comunicación y que con el tiempo han ido configurando una gran cantidad de obras de arte desarrolladas con estos medios. Por ejemplo, se trata de proyectos de vídeo arte, fotografía o instalaciones artísticas. Incluso muchas producciones mediáticas traspasan los límites del arte, de manera que ciertas películas, vídeos o canciones acaban convirtiéndose en grandes obras culturales. En la actualidad es muy común el uso de teléfonos antiguos como objetos decorativos, así como la presencia de ciertos equipos modernos que imitan la moda de un tiempo pasado. 
Existen, y han existido a lo largo de la historia, otros casos más complejos de definir donde se encuentran tanto el noema como el pragma en un cierto nivel de congruencia con el mundo. Es el caso de las tecnologías de las máquinas de Leonardo da Vinci, donde converge la presencia débil tanto del noema como del pragma. Esta debilidad afecta a la totalidad de sus tecnologías, sin embargo, afecta en mayor medida a los aspectos pragmáticos que a los noemáticos. De este modo, los artefactos del inventor se encuentran rotos en su ontología, pues no funcionan de manera correcta pese a tener un noema bastante claro acerca de aquello que quieren y una praxis también bastante clara sobre la manera en que deben de trabajar. Estas máquinas serían más pragmáticas que las tecnologías fantásticas, habiendo muy pocas diferencias entre ambas. 

### Segundo nivel de ruptura: esencia de los medios actuales
El segundo nivel de ruptura establecido por el investigador Flores engloba una amplia gama de manifestaciones mediáticas. Partiendo de la evolución de los medios de comunicación en las últimas décadas, la tabla refleja que prácticamente la totalidad de los avances se pueden clasificar en alguna o varias de las rupturas de este nivel, los cuales han producido numerosos cambios significativos en la manera de comunicar e interactuar entre los individuos de la sociedad.
| Tipo de ruptura | Nombre                              | Ejemplo en comunicación |
| --------------- | ----------------------------------- | --- |
| En el tiempo    | Tecnologías enigmáticas (obsoletas) | Casetes que resultan extraños para las nuevas generaciones |
| En el espacio   | Tecnologías virtuales               | Videojuegos que simulan lugares a los que se puede acceder mediante equipos especiales                                                                                      |
| Mediática       | Tecnologías de intermedialidad      | Xbox que posibilita la conexión de diversas plataformas a la vez mientras interactúan de forma activa o móviles que incorporan diversas herramientas en un solo dispositivo |
| En la realidad  | Tecnologías lúdicas                 | Programas informáticos o videojuegos |

En las tecnologías de segundo nivel la rotura reside en su dimensionalidad y se basa en la extensión de esta sobre las diferentes dimensiones espaciotemporales. Esto produce una desconexión dimensional, puesto que estas tecnologías tienen una constitución plena a nivel noématico, o intelectual, y pragmático, pero poco clara en cuanto a su dimensión. En esta categorización se localizan las tecnologías enigmáticas u obsoletas, las tecnologías virtuales, las intermediales y las lúdicas.
El primero de los grupos se refiere a las tecnologías enigmáticas u obsoletas, todas ellas rotas en su dimensión histórica. Este tipo de rotura afecta especialmente a las dimensiones espaciotemporales, a la duración y la extensión. A este nivel pertenecen aquellas tecnologías que fueron plenas en tiempos pasados y que sirvieron en un contexto que en la actualidad ya no existe. Estas se pueden encontrar en los museos, siendo la locomotora de vapor uno de los mejores ejemplos. A estas tecnologías obsoletas se les incorpora el calificativo de enigmáticas en el sentido de que, si bien el trabajo que producen está adecuadamente ajustado, se necesita un escenario reconstruido. En estas tecnologías se comprueba que no radican fallos en su dimensión noemática, ni tampoco en la pragmática. Estas son adecuadas en todos los niveles pero a pesar de ello son inútiles en la sociedad actual.  La rotura histórica no se puede explicar en conceptos de relaciones noemáticas y pragmáticas, y tampoco por su onticidad y ontologicidad. 

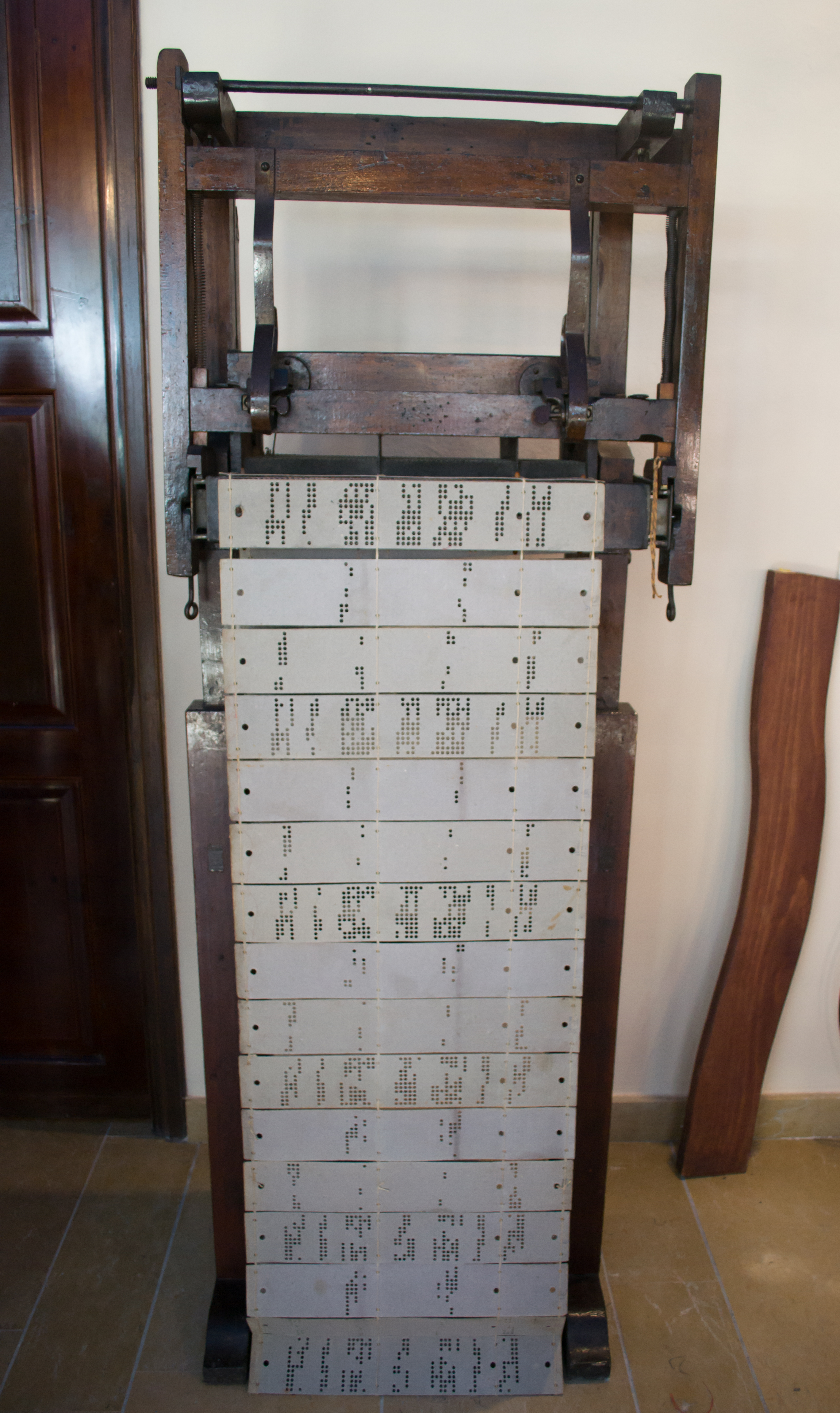
Tarjetas perforadas en un telar Jacquard

Ejemplo de este nivel serían las tecnologías que fueron punteras en su momento histórico pero que individuos de la sociedad actual no pueden comprender la utilidad que tenían. Es el caso de las tarjetas perforadas, cuyo uso se remonta al año 1725 cuando fueron empleadas para la producción textil en Francia por Basile Bouchon y Jean-Baptiste Falcon. Posteriormente, estas tarjetas fueron usadas para diseñar una calculadora mecánica y más tarde se convirtió en un elemento esencial en el procesamiento de datos en los años 50, pero sería reemplazada en los años 70 por cintas magnéticas y formatos novedosos de almacenamiento de información. En la actualidad, esta tecnología tiene su transcripción en la nube o Icloud, donde se almacenan de forma virtual todos los datos e información digitales. 
En ciertos casos, la reconstrucción de estas tecnologías obsoletas en el mundo actual sería significativa, mientras que en otros sería prácticamente imposible. Un ejemplo de ello serían los procedimientos tecnológicos empleados en la construcción de buques por la cultura inca, los cuales se desconocen de manera concreta lo que imposibilita la reconstrucción de estas naves con exactitud. Se podría volver a construir la nave, pero sería imposible restablecer el auténtico fenómeno en la realidad. 
Otro grupo que integra el segundo nivel de ruptura son las tecnologías virtuales, que rompen con el espacio real para combinar diversidad de representaciones. Estas no son solo meras representaciones visuales de objetos, sino representaciones independientes de las determinaciones del mundo real. El investigador Flores las define como “una esfera de la realidad inaccesible al tacto [...] donde cualquier estudio de la virtualidad es entonces un estudio de mundos no presenciales, mundos en donde el sentido del tacto no está disponible” (Flores: 2011: 77). Estas no solo incluyen las construcciones fantásticas, sino que en este nivel también se enmarcan las tecnologías imitativas, de manera que este grupo puede entenderse como un subgrupo de las tecnologías fantásticas o de las artísticas. Ejemplos de estas tecnologías serían los medios de comunicación como la televisión, la radio y el internet. 
Este también es el caso de los avances informáticos, que han permitido que una parte esencial del cuerpo inmaterial de la acción humana, como las ideas, los conocimientos o los sentimientos, se materialicen en forma de realidades virtuales mediante su transcripción en programas de ordenador. 
El siguiente nivel de rotura en los medios se encuentra formado por las tecnologías intermediales o sinapsis, es decir, las que se encuentran en un lugar intermedio entre distintos medios. Este nivel puede ser adscrito en ocasiones como subgrupo de las tecnologías artísticas y en otros casos como tecnologías virtuales. Un ejemplo de ello son los componentes multimedia de un ordenador, por lo que la multimedialidad de este último se encuentra rota en los medios, pero que además, al ser parte de las tecnologías virtuales, está rota en su realidad. 
En este nivel de rotura, esta conectividad e intermedialidad de los medios es un factor que actualmente establece sucesivamente la supremacía de un medio sobre otro. Por ejemplo, las novedosas tecnologías audiovisuales necesitan de estructuras narrativas multiplataformas, que hagan posible la interacción de diferentes medios en una sola tecnología.
De esta forma, se ha evolucionado de elementos externos que posibilitaban la conectividad de otros equipos, como las editoras profesionales de mezcla de audio y vídeo, a una conectividad intrínseca que hace innecesario emplear un equipo externo para conseguir esta finalidad. Otro ejemplo serían los actuales smartphones como muestra de que en un solo dispositivo se incorporan aplicaciones tan diversas como grabadoras de audio, cámara de fotos, edición de audio e imagen, reloj, calendario, GPS, despertador y calculadora, entre otras funciones. Sin embargo, esta amplitud en la concentración de tecnologías mediáticas en un solo artefacto produce un elevado nivel de obsolescencia. Por lo tanto, aquello que determina especialmente la competitividad de los teléfonos móviles en el mercado es su capacidad de almacenamiento junto con la disminución del tamaño que los hace más prácticos y fáciles de transportar. 
Finalmente, en el último nivel de rotura se sitúan las tecnologías lúdicas. Un ejemplo es el creciente desarrollo de videojuegos y la proliferación de su industria, que ha influido de manera considerable en los procesos de recreación y divertimento de los individuos. De esta forma, cada juego se caracteriza por basarse en una historia implícita que hace posible entrar en una dinámica lúdica definida por una narrativa especial. En este sentido, los videojuegos no solo modifican las infraestructuras tecnológicas, sino que además, también alteran los modelos narrativos, lo que tiene un importante impacto en las formas de interacción social.

### Tercer nivel de ruptura tecnológica
Por último, se presenta el tercer nivel de ruptura de tipo sociocultural. Este puede ser el caso de una ruptura de valor económico o en cualquier otro sentido que presente valor. Este nivel comprende las roturas idiomáticas, las de calidad, naturaleza y de identidad. 
En este nivel, la idea de praxis es clave, en el sentido de acción como resultado de algún tipo de trabajo. Estas acciones están íntimamente relacionadas con la tecnología y la mano de obra que las activa, un hecho que se refleja en cualquier estudio que se realice sobre herramientas y máquinas. Relacionado con este aspecto, según el investigador Flores, la mente se divide en dos esferas diferenciadas: la peyorativa y la reflectiva. La primera se encuentra determinada por la creencia y la acción, puesto que se identifica con el comportamiento del cuerpo relacionado con el mundo vital, es el momento en que el mundo material y el mental se conectan en una unidad indisoluble. En este sentido, la acción se un excedente de energía que conjunta el cuerpo humano con la mente y mediante este, al mundo de la cotidianeidad. Por otro lado, la esfera reflectiva implica la acción de reflexión sobre la propia acción, es decir, la suspensión de la acción. 
Este tercer nivel de ruptura se resumen en la siguiente tabla: 
| Tipo de ruptura  | Nombre                                         | Ejemplo en comunicación |
| ---------------- | ---------------------------------------------- | --- |
| En su valor      | Productos del trabajo en familia               | Cualquier tipo de trabajo producido en casa. Facebook como recurso para restablecer de forma arcaica las relaciones familiares rotas. |
| En su idioma     | Tecnologías idiomáticas                        | Términos relacionados con las redes sociales y el Internet, generalmente procedentes del inglés                                       |
| En su calidad    | Tecnologías de aficionados                     | Periodismo ciudadano |
| En su naturaleza | Artefactos que imitan la vida                  | Robots |
| En su identidad  | Clonado de seres vivos y reproducción asistida | La oveja Dolly |

El primer nivel se encuentra formado por tecnologías que se distinguen por tener una ruptura en la dimensión de valor de su uso, también relacionadas con los trabajos arcaicos y el concepto de trabajo roto, una cuestión fundamental en el futuro de la tecnología de la praxis. El concepto puede aplicarse de forma equivalente a las relaciones familiares, para las que el ejemplo de Facebook resulta ilustrativo. En este sentido, las relaciones familiares que se reconstruyen mediante el uso de tecnologías como Facebook provocan una alteración en las formas de interacción a nivel interpersonal y entre distintos grupos, lo que genera que aquellas relaciones familiares rotas por el paso del tiempo o la distancia consigan restablecerse en términos medianamente arcaicos. 
En lo referente a las tecnologías idiomáticas, se parte de la concepción de que toda clase de lenguaje conforma una tecnología de expresiones lingüísticas, que se entienden como instrumentos, y sus normas y estructuras como tecnologías. En el terreno de la comunicación, esta forma de rotura resulta evidente en las estructuras de globalización y la generalizada utilización de tecnologías que de alguna forma hablan su propio idioma y que han generado patrones instrumentales de comunicación que toda la población mundial reconoce. Ejemplos de ello son los neologismo de tuitear, chatear o incluso googlear, las cuales son expresiones que ya forman parte de la lista de términos que se emplean en la realidad de manera natural, lo que desarrolla un código común comprensible por distintas comunidades repartidas por diversas partes del mundo. 
En otro nivel se encuentran las tecnologías de aficionados, que se encuentran rotas en términos de calidad. De este modo, el investigador Flores define a un aficionado como "una persona que encara una actividad cualquiera como pasatiempo y difiere del profesional en la aplicación de estándares sociales reguladores de la calidad de representación” (Flores: 2011: 111). En el mundo de los medios de comunicación, un ejemplo de ello sería el llamado periodismo ciudadano o los reporteros aficionados, los cuales aprovechan el alcance de las nuevas tecnologías para hacer suyo el rol de los reporteros urbanos, de manera que se convierten en generadores de información y noticias bajo el rol de periodistas aficionados que nacen de forma espontánea, sin tener una formación profesional consolidada. Suelen ser comunes en lugares de difícil acceso para los grandes equipos de televisión o en lugares de conflictos espontáneos. 
También existen unas tecnologías que se agrupan bajo un nivel de rotura en términos de artificialidad, del que forman parte aquellas imitaciones o copias de la vida y su movimiento, como la reproducción de factores o aspectos antropomórficos o zoomórficos, tecnologías que se consideran rotas en su vitalidad. Un ejemplo de estas tecnologías sería el robot, la cual siendo tecnología puntera se encuentra rota en su naturaleza. Esta perspectiva es extrapolable al ámbito de la comunicación tomando como referentes aquellos servicios de voz que mediante procesos automatizados son capaces de atender a las peticiones o quejas de los clientes por la vía telefónica. 
Por último, se distingue el nivel de las tecnologías rotas en su identidad. Este es el caso de la clonación de seres vivos, una técnica artificial que produce una rotura en la identidad del ser que se genera. Un organismo clonado es un ejemplo de la rotura en la naturaleza que es provocado por la acción de la cultura al romper el proceso de reproducción natural de los organismos vivos. El caso más conocido es el de la oveja Dolly, el primer mamífero clonado a partir de una célula adulta.